# Женщина (фильм, 1915)
«Женщина» (англ. A Woman, другие названия — Charlie the Perfect Lady / The Perfect Lady) — немой короткометражный фильм Чарли Чаплина, выпущенный 12 июля 1915 года.

## Сюжет
Гуляя по парку, Бродяга пытается приударить за женщиной, однако она оказывается «занята» богатым стариком, которого Бродяга проучил, столкнув в реку. Затем он влюбляется в девушку, отдыхающую в парке с матерью. Они приводят нового знакомого домой, а вскоре является и отец семейства: им оказывается тот самый старик, сброшенный в воду. Убегая, Бродяга оказывается в комнате девушки и решает переодеться женщиной. Его новая подруга подзадоривает его сбрить усы для полной маскировки. Вернувшись в гостиную, Бродяга в образе Норы Неттлрэш, подруги дочери, начинает флиртовать с отцом семейства и его недалёким другом. В конце концов, обман раскрывается, однако Бродяга и отец договариваются, что первый не расскажет жене о любовных похождениях второго, а второй не будет чинить препятствий встречам Бродяги с дочерью. Однако после рукопожатия разгневанный старик вышвыривает Бродягу на улицу, где его уже поджидает изумлённый друг.

## В ролях
- Чарли Чаплин — Бродяга
- Эдна Пёрвиэнс — девушка
- Чарльз Инсли — отец девушки
- Марта Голден — мать девушки
- Билли Армстронг — друг отца
- Марджи Рэйгер — флиртующая в парке
- Лео Уайт — бездельник в парке